# Спецца, Джейсон
Дже́йсон Э́нтони Ро́кко Спе́цца (англ. Jason Anthony Rocco Spezza; 13 июня 1983, Миссиссога, Онтарио, Канада) — профессиональный канадский хоккеист. Чемпион мира 2015 года.

## Биография
Джейсон Энтони Рокко Спецца родился в итальянской семье 14 июня 1983 года в Миссиссоге, Онтарио. Сын Рино и Донны Спецца. У него есть сестра Мишель и брат Мэттью, в настоящее время служащий вратарём Международной хоккейной лиги. Вырастая в области Торонто, Джейсон наблюдал за жизнью клуба НХЛ «Торонто Мейпл Лифс», но его любимым хоккеистом в годы детства был Марио Лемьё. Не достигнув и года, Спецца выиграл конкурс малышей и превратился в настоящую модель. В пять лет он был выбран участником рекламного ролика для продуктов линии напитков 'Minute Maid'. А ещё через два года Джейсон стал лицом розничной сети Woolco и Kmart. В пятнадцать модельную карьеру сменила спортивная, и Спецца попал в Хоккейную лигу Онтарио в команду «Брэмптон Баттальон» в сезоне 1998—1999 годов. После этого Джейсон набрал 61 очко в 52 играх, играя за «Миссиссага Айс Догз», и 15 игр провёл в команде «Виндзор Спитфайерз».

## НХЛ

### «Оттава Сенаторз»

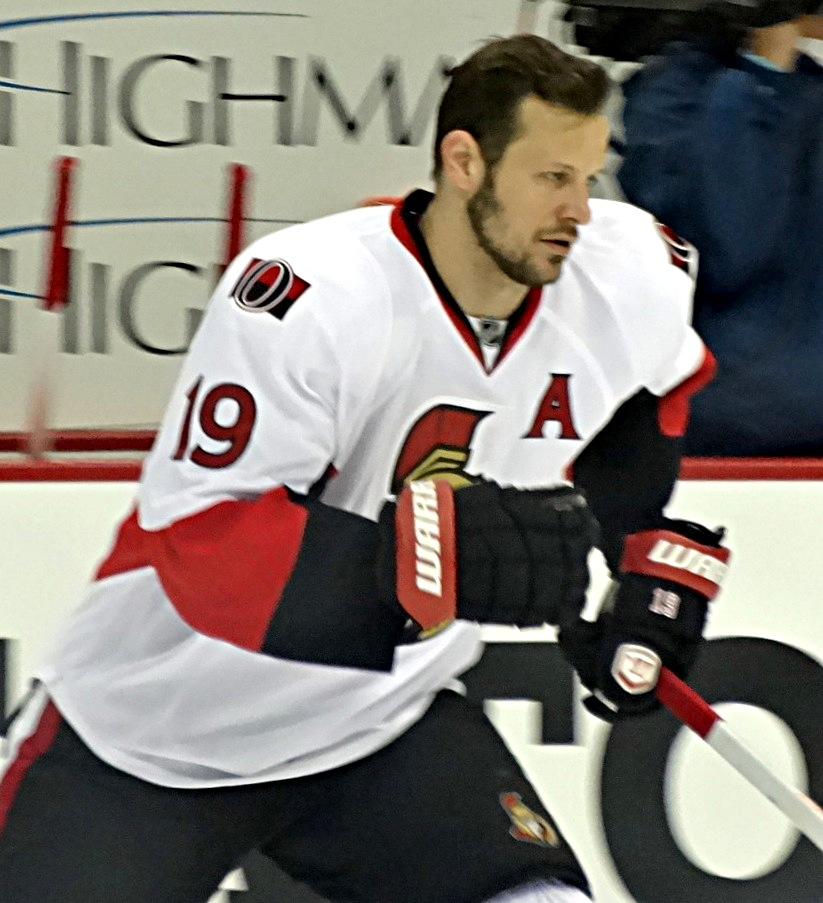
Спецца в мае 2013 года

Попав в 2001 году на НХЛ драфт, Спецца был под общим вторым номером задрафтован в клуб «Оттава Сенаторз» вслед за Ильёй Ковальчуком, отправившимся в «Атланту Трэшерз». Дебют в НХЛ прошёл для канадского хоккеиста в сезоне 2002/03, за который он провёл 33 игры и набрал 21 очко. Но только следующий сезон в Национальной хоккейной лиге стал для него полным, когда Спецца забил 22 гола и заработал 55 очков в 78 играх. Из-за локаута в НХЛ в сезоне 2004/05, Джейсон вернулся в АХЛ и выиграл «Джон Би Солленбергер Трофи» — как «лучший бомбардир лиги», а также удостоился приза «Лес Каннингэм Эворд».
Вернувшись в клуб «Оттава Сенаторз» в сезоне 2005/06, Джейсон стал нападающим первой линии между Дэни Хитли и новичком Брэндоном Боченски. После того, как капитан Даниэль Альфредссон заменил Боченски, новообразованное трио получило название CASH и «Пицца», превратившись в одну из наиболее производительных линий нападения в НХЛ. В Плей-офф Кубка Стэнли 2006 года, команда «Сенаторз» выиграла у клуба «Тампа-Бэй Лайтнинг» в первом раунде, но затем проиграла «Баффало Сейбрз». Спецца набрал 14 очков в 10 играх плей-офф.
После успешной операции 2006 года Джейсон продолжил в том же духе с Хитли и Альфредссоном, пока не получил очередную травму. В 67 играх он забил 34 гола и закончил сезон с 87 очками. Забив гол в матче против «Баффало Сейбрз» 19 мая 2007 года, Спецца помог «Оттаве» выйти в Финал Кубка Стэнли, где «сенаторы» уступили «Анахайм Дакс». Затем хоккеист продлил контракт с клубом на семь лет, на сумму $ 49 млн. В сезоне 2008/09  показал свой не лучший результат с момента своего первого полного сезона в НХЛ.

### «Даллас Старз»
1 июля 2014 года «Оттава» обменяла Спеццу и Людвига Карлссона в «Даллас Старз» на Алекса Чейссона, Алекса Гаптилла, Ника Пола и выбор во втором раунде драфта 2015 года. Летом 2015 года, несмотря на непопадание «звёзд» в плей-офф в прошедшем сезоне, «Даллас» продлил контракт с Джейсоном на 4 года, на сумму $ 30 млн.
30 октября 2018 года в матче против «Монреаля» провёл тысячную игру в НХЛ.

### «Торонто Мэйпл Лифс»
1 июля 2019 года, будучи свободным агентом, подписал однолетний контракт с «Торонто» на общую сумму $ 0,7 млн. 5 октября 2020 года переподписал контракт на тот же срок и сумму.
После вылета «Торонто» в первом раунде плей-офф 2022 года Спецца объявил о завершении своей карьеры в НХЛ. Клуб предложил Спецце должность специального помощника генерального менеджера, бывший хоккеист согласился.
Всего за 19 сезонов в НХЛ сыграл 1248 матчей и набрал 995 очков (363+632) в регулярных чемпионатах. В плей-офф сыграл 94 матча и набрал 76 очков (28+48).

## Личная жизнь
Джейсон женился на Дженнифер Снелл 25 июля 2009 года.

### Международные соревнования

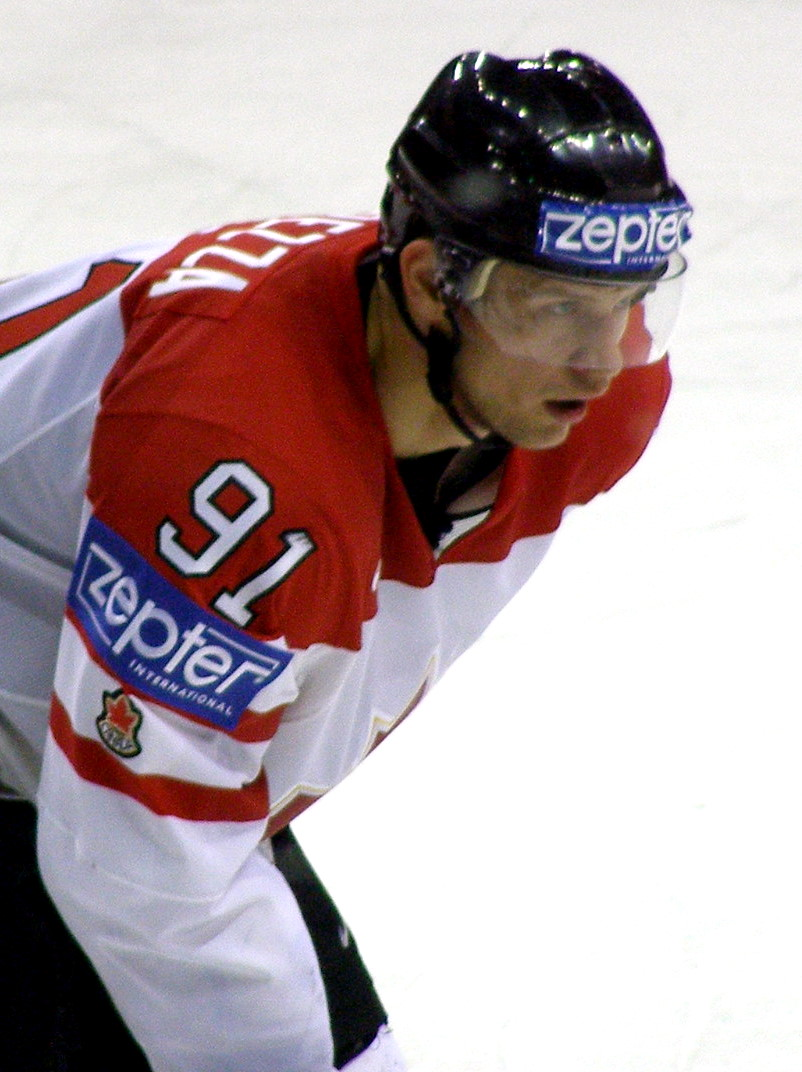
На чемпионате мира 2008 года

## Статистика
| Легенда | Легенда                    | Легенда | Легенда                   | Легенда | Легенда    |
| ------- | -------------------------- | ------- | ------------------------- | ------- | ---------- |
| И       | Количество проведённых игр | Штр     | Штрафное время            | +/−     | Плюс-минус |
| Г       | Голы                       | П       | Голевые передачи          | О       | Очки       |
| -       | Статистика неизвестна      | —       | Статистика не учитывалась |         |            |

## Достижения

### Командные
Международные
| Год        | Команда       | Достижение                                        |
| ---------- | ------------- | ------------------------------------------------- |
| 2000, 2001 | Канада (мол.) | Бронозовый призёр молодёжного чемпионата мира (2) |
| 2002       | Канада (мол.) | Серебряный призёр молодёжного чемпионата мира     |
| 2008, 2009 | Канада        | Серебряный призёр чемпионата мира (2)             |
| 2015       | Канада        | Чемпион мира                                      |

### Личные
Юниорская карьера
| Год  | Команда            | Достижение                                   |
| ---- | ------------------ | -------------------------------------------- |
| 1999 | Брамптон Батталион | Попадание в первую Сборную молодых звёзд OHL |
| 2001 | Уинсор Спитфайрз   | Самый перспективный игрок CHL                |
| 2001 | Уинсор Спитфайрз   | Участник Матча всех звёзд CHL                |

АХЛ
| Год  | Команда             | Достижение                              |
| ---- | ------------------- | --------------------------------------- |
| 2003 | Бингхэмтон Сенаторс | Попадание в Сборную молодых звёзд АХЛ   |
| 2005 | Бингхэмтон Сенаторс | Обладатель «Джон Би Солленбергер Трофи» |
| 2005 | Бингхэмтон Сенаторс | Обладатель «Лес Каннингэм Эворд»        |

НХЛ
| Год        | Команда         | Достижение                        |
| ---------- | --------------- | --------------------------------- |
| 2008, 2012 | Оттава Сенаторз | Участник матча всех звёзд НХЛ (2) |

Международные
| Год  | Команда | Достижение                                     |
| ---- | ------- | ---------------------------------------------- |
| 2015 | Канада  | Лучший бомбардир чемпионата мира               |
| 2015 | Канада  | Лучший нападающий чемпионата мира              |
| 2015 | Канада  | Попадание в Сборную всех звёзд чемпионата мира |